# Instytut Pokolenia
Instytut Pokolenia w likwidacji – polska państwowa jednostka budżetowa podległa Prezesowi Rady Ministrów z siedzibą w Warszawie, którą utworzono zarządzeniem nr 325 Prezesa Rady Ministrów z dnia 9 grudnia 2021 r. Instytut zajmował się działalnością badawczą, opiniującą, wydawniczą i popularyzatorską w obszarze demografii Polski.

## Historia i funkcjonowanie
Instytut został powołany przez Prezesa Rady Ministrów Mateusza Morawieckiego w 2021 w celu prowadzenia działalności opiniującej, badawczej, wydawniczej, popularyzatorskiej oraz upowszechniania dobrych praktyk.
Przedmiotem działalności Instytutu było:
1. inicjowanie i wspieranie działań mających na celu wzmacnianie trwałości więzi międzypokoleniowych, międzyludzkich oraz tożsamości budowanej w polskich rodzinach przez kolejne pokolenia;
2. gromadzenie, opracowywanie oraz udostępnianie organom władzy publicznej informacji o istotnych zjawiskach i procesach demograficznych, społecznych oraz kulturowych w Polsce m.in. przez podejmowanie następujących działań: a) inicjowanie i prowadzenie badań, b) przygotowywanie analiz, ekspertyz i studiów prognostycznych, c) przegląd publikacji naukowych i publicystycznych w Polsce i na świecie, d) organizowanie konferencji, spotkań i seminariów, e) prowadzenie działalności wydawniczej i dokumentacyjnej;
3. wyszukiwanie oraz upowszechnianie dobrych praktyk i rozwiązań mających pozytywny wpływ na zjawiska i obszary, o których mowa w pkt 1 i 2, m.in. przez podejmowanie następujących działań: a) prowadzenie badań i analiz wpływu rozpoznanych praktyk na rzeczywistość społeczną, b) wypracowywanie i upowszechnianie standardów pomocnych w opracowywaniu oraz wdrażaniu polityk publicznych i programów społecznych, c) doskonalenie zawodowe kadr wykonujących zadania mające wpływ na procesy społeczne w zakresach, o których mowa w pkt 1 i 2, d), prowadzenie warsztatów i szkoleń;
4. opiniowanie propozycji rozwiązań prawnych i programowych pod względem ich wpływu na zjawiska i obszary, o których mowa w pkt 1 i 2;
5. aktywne uczestnictwo w debacie publicznej na temat procesów i zjawisk społecznych, w szczególności w zakresie relacji i więzi międzyludzkich, komunikacji międzypokoleniowej, rodziny i tożsamości;
6. organizowanie konkursów oraz wydarzeń popularyzujących zagadnienia, o których mowa w pkt 1 i 2;
7. tworzenie przestrzeni wymiany doświadczeń oraz współpracy między podmiotami działającymi w obszarach, o których mowa w pkt 1 i 2;
8. współpraca z krajowymi, zagranicznymi i międzynarodowymi instytucjami naukowymi i organizacjami pozarządowymi mającymi w swoim obszarze zainteresowań zakres działań, o którym mowa w pkt 1 i 2[1].

W lutym 2024 został podstawiony w stan likwidacji z planowanym terminem jej zakończenia 30 czerwca tego samego roku.

## Dyrektor
- Michał Kot (2021–2024)[4][5][6]

## Rada Naukowa
Rada pełni rolę organu doradczego i opiniodawczego instytutu.

### Obecny skład
Od 29 grudnia 2023 wszystkie stanowiska w radzie pozostają nieobsadzone.

### Byli członkowie
- Tomasz Cichocki (od lipca 2022 do grudnia 2023)[3][8][9]
- Ewa Frątczak (od lipca 2022 do grudnia 2023)[3][8][9]
- Łukasz Hardt (od lipca 2022 do grudnia 2023)[3][8][9]
- Mikołaj Jasiński (od lipca 2022 do grudnia 2023)[3][8][9]
- Ewa Leś (od lipca 2022 do grudnia 2023)[3][8][9]
- Bartosz Marczuk (przewodniczący rady, od lipca 2022 do grudnia 2023)[3][8][9]
- Elżbieta Mączyńska (od lipca 2022 do grudnia 2023)[3][8][9]
- Przemysław Śleszyński (od lipca 2022 do grudnia 2023)[3][8][9]
- Marek Wróbel (od lipca 2022 do grudnia 2023)[3][8][9]